# بخش تور
بخش تور (به فرانسوی: Arrondissement de Tours) یک بخش در فرانسه است که در اندر-ا-لوآر واقع شده‌است.